# Вольта (квартал)
Кварта́л Во́льта (эст. Volta kvartal) — офисно-жилой и исторический квартал в Каламая, одном из микрорайонов Таллина, Эстония. Расположен между улицами Вольта, Тёэстузе, Крулли и Уус-Вольта, недалеко от побережья Таллинского залива. Создаётся с 2010 года на территории бывшего завода «Вольта», основанного в Ревеле в 1899 году, во времена Российской империи, одного из крупнейших машиностроительных предприятий Советской Эстонии. 

## Предыстория
Завод «Вольта» был основан в Ревеле во времена Российской империи 15 апреля 1899 года как Акционерное общество «Вольта». Его пайщиками были представители семейств крупных ревельских фабрикантов — балтийские немцы Карл Лютер и Христиан Лютер, а также другие капиталисты, в частности, Жирар-де-Сукантон, Кристиан-Бертольд Роттерманн, Розен, Ингманн. Акционерное общество приобрело земельный участок в ревельском пригороде Копли (ныне микрорайон Каламая) и приступило к строительству завода, получившего своё название по имени итальянского физика и одного из основоположников учения об электричестве Алессандро Вольта. Завод начал работать 5 января 1900 года и работал непрерывно до своей ликвидации в 1994 году. Затем всё заводское оборудование было продано на металлолом, а большинство заводских корпусов опустело и стало приходить в негодность. В конце 2000-х годов начался снос заводских цехов.

## История строительства квартала

### Первый этап
В 2010 году на месте административного корпуса, построенного в 1965 году, был возведён жилой дом (лофт) «Volta 47В», на первом этаже которого разместились кафе и небольшие магазины (были использованы фундамент и несущие конструкции прежнего здания). На месте здания, в котором находилась заводская проходная, отдел кадров и заводской клуб, в начале 2017 года было закончено строительство шестиэтажного жилого дома под названием «47B Loftid». Девелопером выступила фирма «Endover Kinnisvara». Архитектурный проект и внутренняя отделка квартир нового дома были вдохновлены промышленной архитектурой Нью-Йорка, зданиями, приспособленными под жилые помещения, где сочетаются новое и старое, элегантное и индустриальное. Здание имеет уникальные террасы на крыше с видами на море, Старый город и деловой центр Таллина. В фойе, напротив помещения консьержа, под стеклом разместился покрытый золотой краской мотор Volta, который раньше стоял на заводской проходной.
В 2018 году на месте бывшего заводского цеха обмотки фирма «Endover Kinnisvara» возвела ещё один лофт. Новый жилой дом получил название «Volta Residentsid», стоимость трёхкомнатной квартиры площадью 71,8 м² в нём составила 320—350 тысяч евро. 
В июне того же года на крыше строящегося шестиэтажного здания «Volta Loftid» произошёл крупный пожар. Спустя 8 месяцев здание было полностью построено, 70 % квартир в нём проданы. Цены на квартиры были очень высоки: самая дешёвая квартира, выставленная на продажу в марте 2019 года имела площадь около 27 м² и стоила 81 900 евро, самая дорогая квартира площадью 145 м² стоила 576 500 евро. Случившийся пожар цены на квартиры не снизил.

### Второй этап
В конце 2022 года в квартале «Вольта» было завершено строительство ряда одно-четырёхкомнатных лофтов, коммерческих помещений и апартаментов класса люкс с числом до пяти. Здания характеризуются высокими потолками и стильной индустриальной внутренней и внешней архитектурой. На первом этапе было завершено строительство зданий под названием «Volta Gallery Lofts» и «Volta Residences».  
При возведении «Volta Gallery Lofts» были использованы фундамент и стены заводского цеха 1912 года постройки. В отреставрированном здании созданы трёхэтажные квартиры с потолками высотой до шести метров и арочными окнами, лофты и квартиры в стиле таунхаус с частными двориками, что является редкостью в условиях плотной городской застройки. Дворы созданы в историческом пролёте между бывшими заводскими цехами и ограничены отреставрированной известняковой стеной. Уникальность 172-метрового здания из известняка заключается в творческом использовании пространства, характерного для промышленной архитектуры. 
Второй этап строительства квартала «Вольта» завершился в ноябре 2023 года.

### Третий этап
Третий этап возведения квартала «Вольта» пришёлся на 2024—2025 годы. 
В 2024 году в квартале «Вольта» началось строительство шести новых жилых домов класса энергоэффективности А с подземной парковкой и зелёными зонами. Далее строительные работы продолжатся возведением высотного зелёного парка и двух оригинальных высотных зданий. 
В июне 2024 года застройщик квартала «Вольта» — фирма «Endover» —  отпраздновала в квартале важную веху в реконструкции административного здания завода «Вольта», построенного в 1899 году: на крыше здания были установлены новые стропила и начались работы по внутренней отделке. Оригинальные детали были сохранены и восстановлены. Помимо окон, характерных для главного здания завода, сохранены известняковые внутренние и внешние стены здания, грандиозная парадная лестница со сводчатым потолком, карнизами и металлическими перилами, а также колонный главный вход и фасад. Кроме того, в местах общего пользования сохранена оригинальная деревянная распашная дверь и историческая напольная плитка. Подвальный этаж украшен кирпичными сводчатыми потолками, там запланированы складские помещения и помещения для хранения велосипедов. В здании, носящем теперь имя «Volta Villa»», созданы 23 квартиры площадью от 40 до 127 м². Квартиры имеют потолки высотой до 3,6 м, глубокие ниши и арочные окна, а также открытую планировку на двух этажах. Цена за квадратный метр весной 2025 года составляла от 4600 до 7109 евро, было продано 30 % квартир.
К весне 2025 года была застроена бо́льшая часть территории бывшего завода «Вольта». Затем будут построены жилые дома с 2–5-комнатными квартирами, имеющими: класс энергопотребления А; солнечные панели на крышах; систему «умного дома»; высокие потолки и панорамные окна; интегрированную систему охлаждения в пентхаусах; балконы и террасы; помещения для хранения велосипедов и колясок; подземную парковку. На месте бывшего литейного цеха, с использованием его исторического фасада, идёт возведение бизнес-центра «Volta Hub Ärikeskus». Планируется, что к 2030 году квартал будет домом для 12 500 человек и станет рабочим местом для 11 000 человек.

## Новые улицы
Распоряжением Таллинской горуправы от 7 апреля 2021 года на территории бывшего завода, в строящемся квартале «Вольта», были основаны три новые улицы:
- улица Уус-Вольта (эст. Uus-Volta tänav — «Новая Вольтовская»); её начало прошло между ещё не снесёнными в том году заводскими цехами, в частности, штамповочным цехом и цехом экспортной продукции;
- улица Моотори (эст. Mootori tänav — «Моторная»); пролегает по бывшему проходу между литейным цехом и цехом обмотки;
- улица Крулли (эст. Krulli tänav); пролегает за бывшим литейным цехом; названа в честь располагавшегося рядом с заводом «Вольта» Таллинского машиностроительного завода (завода «Франц Крулль»)[14]. На месте ликвидированного машзавода также создаётся офисно-жилой квартал под названием «Квартал Крулля».

## Культурные мероприятия
В квартале проводится уличный фестиваль «Дни Каламая», на которых предлагается большой выбор музыкальных, культурных и кулинарных впечатлений. Организуются исторические туры с преподавателем Эстонской академии художеств Юханом Кангиласки, знакомящие с историей завода «Вольта» и нового квартала на его территории.

## Галерея
- Первый этап создания квартала. На заднем плане — одно из новых жилых зданий на месте заводского корпуса, 2017 год
- Снос цеха обмотки, 2017 год
- Новостройка на месте заводского корпуса и историческое здание заводской администрации, 2017 год
- Позолоченный мотор завода «Вольта» в холле здания «Volta Residentsid»
- Здание бывшей заводской столовой в 2017 году, справа начало будущей улицы Уус-Вольта
- Историческое административное здание завода «Вольта» в 2017 году. Вид со двора
- Историческое административное здание завода «Вольта» после реновации, 2024 год. Вид с улицы Тёэстузе
- Улица Уус-Вольта, 2023 год. Справа — жилой дом «Volta Gallery Lofts»